# Ganophyllum falcatum
Ganophyllum falcatum är en kinesträdsväxtart som beskrevs av Carl Ludwig von Blume. Ganophyllum falcatum ingår i släktet Ganophyllum och familjen kinesträdsväxter. Inga underarter finns listade i Catalogue of Life.